# Weingut Schmitt’s Kinder
Das Weingut Schmitt’s Kinder in Randersacker ist ein traditionsreiches Familienweingut im Weinanbaugebiet Franken und seit 1975 Mitglied des Verbands Deutscher Prädikatsweingüter (VDP).

## Geschichte

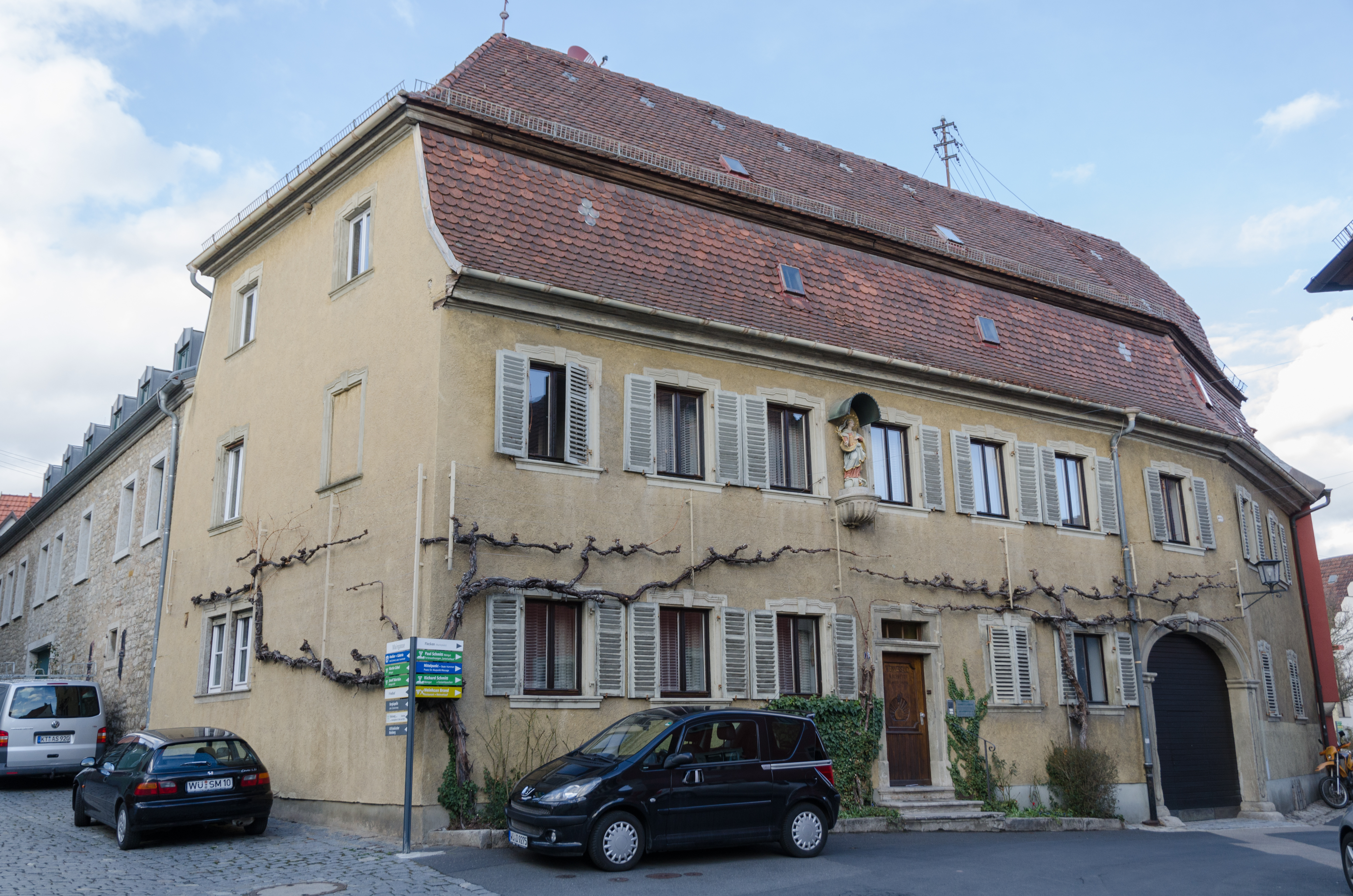
Das Stammhaus in der Maingasse; Bayerische Denkmalliste D-6-79-175-73

Das denkmalgeschützte barocke Stammhaus aus dem Jahr 1712 befindet sich im Zentrum von Randersacker. Es beherbergt das Atelier und die Galerie eines örtlichen Landschaftsmalers. Der Weinbau wird in der Familie bis 1712 belegt, wobei der Name „Schmitt’s Kinder“ auf einer Erbteilung des Grundbesitzes im Jahre 1910 beruht. Martin Schmitt hat 2014 den Betrieb von seinen Eltern übernommen.
Das Wohn- und Kellereigebäude wurde 1984 neu am Fuße der Lage Sonnenstuhl errichtet. Es wurde vom Bayerischen Staatsministerium für Ernährung, Landwirtschaft und Forsten für seine Gestaltung und gute Einbindung in die Weinlandschaft des Maintals mit dem Preis „Landschaftsgerechtes Bauen“ ausgezeichnet.
Seit 2020 ist das Weingut nach eigenen Angaben Mitglied im Naturland-Verband.

## Lagen und Sortenspiegel
Das Weingut Schmitt’s Kinder produziert Silvaner (37 %), Riesling (14 %) and Spätburgunderweine (10 %). Die 14 Hektar Gutsbesitz befinden sich im Maindreieck und liegen in den Lagen Pfülben, Marsberg, Sonnenstuhl und Teufelskeller.

## Auszeichnungen
Weingut Schmitt’s Kinder ist mit vier Sternen in Eichelmann Deutschlands Weine 2021 und 2022 und mehrfach nacheinander mit vier Sternen im Falstaff Wein- und Gourmetmagazin Deutschland 2024 bewertet. Das Vinum Magazin vergibt in seinem Weinguide Deutschland 2021 3.5 Sterne an Schmitt’s Kinder und zählt es zu den besten Erzeugern der Weinregion Franken 2021. In der Auswahl Top 10 Deutschland 2021 wurde der Randersackerer Silvaner trocken „Große Reserve“ aus dem Jahr 2018 als zweitbester Deutscher Wein bewertet.